# (35511) 1998 FY48
1998 FY48 (asteroide 35511) é um asteroide da cintura principal. Possui uma excentricidade de 0.11072860 e uma inclinação de 2.57817º.
Este asteroide foi descoberto no dia 20 de março de 1998 por LINEAR em Socorro.